# Friedrich Aduatz

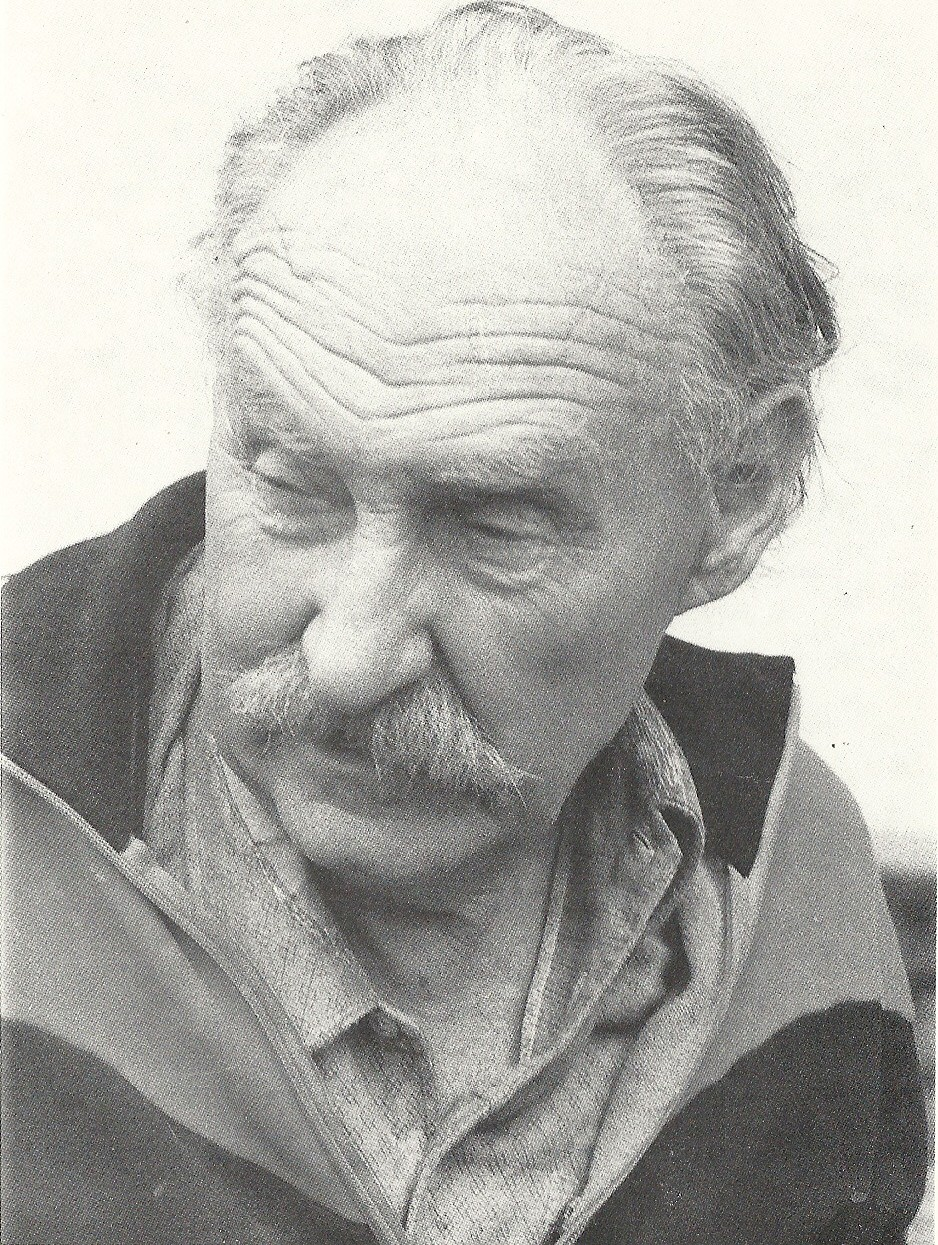
Friedrich Aduatz

Friedrich Aduatz (* 1. Juli 1907 in Pula (jetzt Kroatien); † 22. Dezember 1994 in Voitsberg, Steiermark) war ein österreichischer Maler und Grafiker.

## Leben

### Kindheit und Ausbildung, 1907–1926
Friedrich Aduatz wurde am 1. Juli 1907 in der istrischen Hafenstadt Pula als zweites von vier Kindern geboren, zwei Brüder waren die Architekten Wilhelm Aduatz und Gustav Aduatz. Er war Sohn des aus dem Burgenland stammenden k.u.k. Polizeibeamten Andreas Aduatz und der aus Kärnten stammenden Englischlehrerin Maria Pierzl. Er besuchte die italienische Schule und wuchs mehrsprachig auf. Schiffsmaler im Hafen erweckten in Friedrich Aduatz früh den Wunsch, selbst bildender Künstler zu werden. Die kulturelle Vielfalt Pulas und die südliche mediterrane Landschaft wirkten auf ihn ein und wurden für sein späteres malerisches Lebenswerk mitbestimmend. 1920 übersiedelte Aduatz nach Graz und besuchte die Bürgerschule. Nach Abschluss der Bürgerschule absolviert Aduatz die Lehrerbildungsanstalt in Graz gemeinsam mit Rudolf Pointner.

### Erste Anstellung als Lehrer
Aduatz erhielt 1927 seine erste Anstellung als provisorischer Volksschullehrer in Wartberg in der Steiermark. Im April 1928 wurde er als Aushilfslehrer nach Graz berufen, 1929 absolvierte er in Graz seine zweite Lehramtsprüfung und einen Abendkurs an der Steiermärkischen Landeskunstschule bei Wilhelm Thöny.

### Sezession Graz und Wiener Hagenbund, 1934–1938
Aduatz wurde sowohl Mitglied der Sezession Graz als auch des Wiener Hagenbundes; er beteiligte sich seitdem an den jeweiligen Vereinsausstellungen. Die Sommermonate der Jahre 1935 bis 1937 verbrachte Aduatz in Kärnten mit Franz Wiegele, diese Aufenthalte mitentscheidend für sein künstlerisches Schaffen wurden. 1937 erhielt er eine Österreichische Staatspreismedaille in Bronze. Der 3. Preis wurde Aduatz ebenfalls 1937 bei der Wettbewerbsausstellung „Landschaftszeichnungen aus Österreich“ im Wiener Messepalast zuerkannt. Ende März 1938 wurde der Hagenbund als Folge des Anschlusses Österreichs an das Deutsche Reich aufgelöst. Aduatz wurde mit einem Ausstellungsverbot belegt, da seine Werke „keiner gängigen Kunstrichtung“ angehören würden und somit als „entartet“ gelten.

### Heirat und Kriegsgefangenschaft, 1939–1945
Im November 1939 wurde Aduatz zur deutschen Wehrmacht eingezogen und absolvierte die Grundausbildung. Er heiratete Antonia Reinisch, seitdem hatte er seinen festen Wohnsitz in Voitsberg. Von April 1941 bis August 1944 folgte eine Zwangsverpflichtung als Lehrer an die Hauptschule von Schönstein (heute Šoštanj in Slowenien). Ende August 1944 wurde er erneut zur Wehrmacht eingezogen und vorerst in Italien eingesetzt. Von dort wurde er in das heutige Gebiet Tschechiens versetzt, er musste jedoch nicht mehr an Kampfhandlungen teilnehmen. Aduatz geriet nach Kriegsende in sowjetische Gefangenschaft, er erkrankte wie viele andere an Typhus, wurde aber nach einigen Wochen Aufenthalt in die Heimat entlassen. Im September 1945 nahm er seine Tätigkeit als Lehrer an der Voitsberger Hauptschule auf, im Oktober beteiligte sich Aduatz an der 15. Ausstellung der Sezession Graz. Aduatz wurde 1945 Mitglied der Wiener Secession.

### Lissone Preis u. a., 1946–1956
1946 war Friedrich Aduatz an der ersten Nachkriegsausstellung der Wiener Secession im Wiener Künstlerhaus mit farbigen Tuschezeichnungen vertreten. Im Jänner 1950 wurde Aduatz in den Vorstand der Sezession Graz gewählt. 1956 wurde ihm bei der in Mailand stattfindenden Wettbewerbsausstellung „Premio Lissone“ der Lissone-Preis zugesprochen. Ebenfalls 1956 war er einer der Teilnehmer an der Ausstellung „Kunst aus Österreich“ im Stedelijk Museum in Amsterdam und leitete damit eine Serie von Auslandsbeteiligungen in den Folgejahren ein.

### Weltweite Ausstellungen, 1957–1962
Neben Ausstellungen in Österreich wurden in diesen Jahren Werke von Aduatz in Rom, Mailand, Bologna, Paris, Bern, New Delhi, Düsseldorf, Eindhoven, Warschau, Montevideo, Johannesburg und Laibach gezeigt. In Innsbruck wurde Aduatz 1957 der 1. Preis des Landes Steiermark beim 6. Österreichischen Grafikwettbewerb zuerkannt.

### Goldmedaille in Ancona, 1963–1972
Zwei wichtige internationale Ausstellungsbeteiligungen erfolgten 1963: In der Neue Galerie Graz Trigon 63 und in Rom in der Caleografia Nazionale Incisori austriaci contemporanei (u. a. mit Werken von Oskar Kokoschka, Johann Fruhmann, Mario Decleva und Alfred Hrdlicka). Ein Jahr später folgte eine Beteiligung im Kunstmuseum St. Gallen in der Schweiz. Anlässlich des 60. Geburtstags des Künstlers zeigte die Grazer Neue Galerie im November 1967 eine erste Retrospektive mit Gemälden und Grafiken. 1968 wurde Aduatz bei der Grafikbiennale in Ancona eine Goldmedaille zuerkannt. Im Jahr 1972 wurde ihm zuerst der Ehrentitel eines Professors h. c. verliehen, kurz darauf folgt die Ernennung zum Oberschulrat durch den Landesschulrat für Steiermark. Im selben Jahr beendete Aduatz seine pädagogische Tätigkeit und trat in den Ruhestand.

### Würdigungspreis für bildende Kunst, 1973–1980
Ins Jahr 1973 fielen die Beteiligung an den Ausstellungen „Kon-Zession“ im Frühjahr in der Wiener Secession und im Mai/Juni an der Jubiläumsausstellung „Fünfzig Jahre Sezession Graz“ im Künstlerhaus Graz. 1977 wurde dem Künstler Aduatz die Ehrenurkunde der Stadt Graz verliehen und 1978 sowohl der Würdigungspreis für bildende Kunst des Landes Steiermark als auch das Goldene Ehrenzeichen des Landes Steiermark. 1979 erfolgt eine Beteiligung an der Ausstellung der Wiener Secession „Die Mitglieder der Wiener Secession“ und an „Künstler aus der Steiermark“ in Darmstadt. Ein Jahr darauf ernannte die Stadt Voitsberg Aduatz zu ihrem Ehrenbürger.

### Ehrenpräsidium der Sezession Graz, 1981–1986
Das Stadtmuseum Leoben zeigte 1982 eine Aduatz-Personale, ein Jahr darauf beteiligte sich der Künstler an der Großausstellung „Bildende Kunst in der Steiermark 1945–1960“ in der Neuen Galerie Graz und im Künstlerhaus Graz. Ebenfalls 1983 wurde Aduatz zum Ehrenpräsidenten der Sezession Graz gewählt, eine Würdigung, die zuvor nur Wilhelm Thöny und Alfred Wickenburg zuteilwurde. 1985 fand in der „Galerie in der Walfischgasse“ in Wien die Einzelausstellung „Bilder aus der Hagenbundzeit“ des Künstlers statt. Ein langjähriger Wunsch erfüllte sich für Aduatz, indem er 1986 in seiner Geburtsstadt Pula Arbeiten auf Papier ausstellte.

### Großes Goldene Ehrenzeichen des Landes Steiermark, 1987–1994
1987 feierte der Künstler seinen 80. Geburtstag und wurde im Zuge dessen durch mehrere Einzelausstellungen geehrt. Im Grazer Künstlerhaus fand eine große Retrospektive der Neuen Galerie mit 119 Exponaten unter dem Titel „Vorangehen“ statt. Ein Katalog mit Beiträgen von Wilfried Skreiner und Christa Steinle erschien dazu. Skreiner versuchte Aduatz als einen der ersten Vertreter der reinen Abstraktion in Österreich zu positionieren. Die Galerie Lendl in Graz und die Galerie Contact veranstalteten weitere Ausstellungen zu diesem Anlass. 1988 erkannte das Land Steiermark dem Künstler das Große Goldene Ehrenzeichen zu, überreicht von Landeshauptmann Josef Krainer. Im Jahr 1991 war Aduatz an der Jubiläumsausstellung der Galerie Contact „Fest der Bilder“ beteiligt.
Die Galerie Lendl in Graz zeigte 1992 neben Aquarellen und Zeichnungen von Wilhelm Thöny, Lithografien und Radierungen von Aduatz. Anlässlich seines 85. Geburtstags veranstaltete die Galerie Welz in Salzburg eine erfolgreiche Einzelausstellung. Im Rahmen des Festivals „Steirischer Herbst“ fand im Künstlerhaus Graz, in der Neuen Galerie und im Stadtmuseum die internationale Ausstellung „Identität : Differenz – Tribüne Trigon 1940–1990“, kuratiert von Peter Weibel, statt. Neben zahlreichen Künstlern aus Italien, dem ehemaligen Jugoslawien und Österreich war auch Aduatz vertreten. 1993 präsentierte die Österreichische Galerie im Schloss Halbturn die Ausstellung „Die verlorene Moderne – Der Künstlerbund Hagen 1900–1938“. Friedrich Aduatz, der von 1934 bis 1938 Mitglied dieser Künstlervereinigung war, war mit fünf Ölbildern und einem Aquarell hervorragend vertreten. Am 21. Dezember 1994 starb Friedrich Aduatz in seinem Haus in Voitsberg.

## Werk

### Frühe Zeit – Erste Sehnsucht, Maler zu werden
Schon sehr früh war der heranwachsende Friedrich begeistert von der Malerei. Er macht die Bekanntschaft mit den disegnatori, den jungen Schiffezeichnern am Hafen seiner Heimatstadt Pula. Von den Jahren vor 1930 sind kaum Bilder von Friedrich Aduatz erhalten.

### 1930er-Jahre – Beginn seiner informellen Arbeiten
Der junge Friedrich Aduatz war tief beeindruckt vom Stil des sachbezogenen Expressionismus. Sein erstes großes Thema waren Landschaften, besonders jene seiner neuen Heimat, der Weststeiermark. Dabei war ihm die Farbe sehr wichtig. Sie wurde bereits hier und noch vielmehr in seiner weiteren Laufbahn zum Hauptträger seiner Botschaften und ging über die Abbildung des Gegenständlichen hinaus. In diesen Jahren malte Aduatz außerdem Stillleben, vor allem Blumen, und seine Tempelbilder. Letztere zeichnen sich dadurch aus, dass sie Architekturzeichnungen sind, aber Gegenstände und Figuren eher zurücktreten und vom Betrachter meist nur erahnt werden können.
Bereits Mitte der 1930er-Jahre schuf Aduatz seine „Rhythmischen Kompositionen“, rein gegenstandslose Bilder. Auch wandte er die „Schnurtechnik“ an: er färbte Schnüre ein, druckte sie ab und bemalte dann die umschlossenen Flächen. Ihm war es ein großes Anliegen, sich von der starren Abbildung von Dingen weg zu entwickeln, hin zu kurvigen Linien und Formschwüngen. Aduatz war damit einer der ersten Künstler in Österreich, die die informelle Malerei prägten.

### Nach dem Krieg – weiteres Vorangehen
Nach Ende des Zweiten Weltkriegs knüpfte Friedrich Aduatz an sein bisheriges Schaffen an. Er malte die ersten informellen Werke der Nachkriegszeit in Österreich überhaupt, später erst folgen Künstler wie Oswald Oberhuber oder Maria Lassnig. Aduatz sah sich nach wie vor als Vertreter der Moderne. Auf großformatigen Leinwänden verzichtete er auf realistische Abbildungen, die Figürlichkeit wurde aufgehoben. Seine Malereien sollten keine Erzählungen sein, keine Anekdoten darstellen, sondern die Farbe befreit sich vom Gegenstand, sie ist hauptsächlich Vermittler seines Fühlens und Denkens.

### 1950er-Jahre – Entstehung der Appartementbilder
Es entstanden Aduatz’ „Appartementbilder“. Mit ihnen wollte er städtisches Leben abbilden, jedoch auch hier erneut mittels der Farbe und der Geometrie als Hauptträger, und nur ganz wenigen Figuren und Gegenständen.

### Zeit ab 1970
In der Zeit ab 1970 wendete sich Friedrich Aduatz wieder der Landschaft und Blumenstillleben zu. Durch seine jahrzehntelange Erfahrung als bildender Künstler hatte er nun eine Fülle an Lösungen entwickelt, wie in seinem Spätwerk deutlich wird.

### 1980er-Jahre – Spätwerk
In der zweiten Hälfte der 1980er-Jahre setzte Friedrich Aduatz weitere Schwerpunkte in seiner Laufbahn als Maler: in seinen vielen Darstellungen der Lagunenstadt Venedig. Er wollte nicht schon allerorten bekannte Motive abbilden, die Farbe war für ihn abermals von großer Bedeutung. Er bildete nicht einfach ab, was er vorfand, sondern wollte den Betrachter an seinen Empfindungen und Stimmungen teilhaben lassen.

## Einzelausstellungen und Kollektionen
- 1947: Galerie Schönbauer, Graz
- 1956: Galleria Bussola, Torino
- 1956: „Thema und Kontrapunkt“, Kollektion bei der Wiener Festwochenausstellung 1956, Wiener Secession
- 1958: „Malereien“, Neue Galerie am Joanneum, Graz
- 1961: Galerie Peithner-Lichtenfels, Wien
- 1965: „Malereien“, Galerie 16, Graz
- 1967: „Gemälde und Grafik“, Neue Galerie am Joanneum, Graz
- 1971: Galerie Eder, Köflach
- 1975: „Bilder von Venedig“, Galerie 15, Graz
- 1977: „Frühe Bilder – späte Bilder“, Galerie Dida, Graz
- 1977: Galerie Maringer, St. Pölten
- 1979: „Appartementbilder“, Galerie Aduatz, Graz
- 1982: Stadtmuseum Leoben
- 1985: Künstlerhaus Graz
- 1985: „Bilder aus der Hagenbundzeit“, Galerie in der Walfischgasse, Wien
- 1986: „Aduatz“, Islozbeni salon grada Pula
- 1986: Österreichische Akademie der Führungskräfte, Schloss Metahof, Graz
- 1987: Galerie Lendl, Graz
- 1987: Cafe Sperl, Wien
- 1987: Galerie Contact, Wien
- 1987: „Vorangehen“, Retrospektive im Künstlerhaus Graz
- 1988: Galerie Welz, Salzburg
- 1988: Galerie Lendl, Graz
- 1989: „Aus einem stillen Garten“, Galerie Contact, Wien
- 1989: Galerie „Zum St. Johanni“, Mellingen (Schweiz)
- 1989: „Die Kunst 89“, Galerie Lendl, Graz
- 1990: GalerieLendl, Graz
- 1991: „Neue Ideen über Bilder“, Bildungshaus Maria Trost (Steiermark)
- 1992: Galerie Welz, Salzburg
- 1995: „Friedrich Aduatz – Gartenbilder“, Rathaus der Stadt Voitsberg
- 1995: „Landschaften“, Galerie am Salzgries, Wien
- 1997: „Friedrich Aduatz. Ölbilder, Arbeiten auf Papier“, Galerie Welz
- 1998: „Farbklänge“, Galerie Contact, Wien
- 2001: „Das Tönen der Farbe – Ölbilder. Tenebroso, Allegro, Intermezzo, Finale Maestoso“, Landesmuseum Joanneum – Schloss Stainz
- 2002: „Friedrich Aduatz. Arbeiten aus den Jahren 1950 bis 1980“, Galerie Welz, Salzburg
- 2002: „Friedrich Aduatz – Wandlungen“, Galerie Contact, Wien
- 2003: „Friedrich Aduatz – Siegfried Amtmann. Parallelität und Überkreuzung“, Galerie Artmark, Spital am Pyhrn, Steiermark
- 2003: „Meisterwerke der steirischen Moderne“, Burg Rabenstein, Steiermark
- 2004: „Friedrich Aduatz. Farbe – Zeichen – Gesten. Arbeiten aus den Jahren 1950–1980“, Frauenbad Baden
- 2007: „Friedrich Aduatz. Arbeiten auf Papier“, Galerie Eugen Lendl, Graz; „Friedrich Aduatz. Zum 100. Geburtstag, aus der Sammlung der Neuen Galerie“, Neue Galerie Graz am Landesmuseum Joanneum; „Friedrich Aduatz. In Campagna“, Galerie Welz, Salzburg; „Friedrich Aduatz – zum 100. Geburtstag“, Galerie Elisabeth Michitsch, Wien; „Friedrich Aduatz. Anlässlich des 100. Geburtstages“, Arik-Brauer-Rathaus Voitsberg; „Friedrich Aduatz“, Forum Austriaco di Cultura, Milano
- 2009: „Friedrich Aduatz – Italienische Impressionen. Ölbilder 1950–1970“, Galerie Eugen Lendl
- 2011: „Friedrich Aduatz“, Galerie Welz, Salzburg

## Preise und Würdigungen
- 1936: Kunstmedaille der Stadt Graz in Silber
- 1937: Österreichische Staatspreismedaille in Bronze; 3. Preis beim Wettbewerb „Landschaftszeichnungen aus Österreich“, Wien – Messepalast
- 1956: Lissone – Preis, Mailand
- 1957: 1. Preis des Landes Steiermark beim 6. Österreichischen Grafikwettbewerb in Innsbruck.
- 1961: Ankaufsempfehlung durch die Jury bei der Vergabe des Joanneum – Kunstpreises, Graz
- 1965: Kunstpreis der Stadt Köflach
- 1968: Goldene Medaille bei der Grafikbiennale in Ancona
- 1972: Verleihung des Professorentitels
- 1977: Ehrenurkunde der Stadt Graz
- 1978: Würdigungspreis des Landes Steiermark für bildende Kunst
- 1980: Ehrenbürger der Stadt Voitsberg
- 1983: Ehrenpräsident der Sezession Graz
- 1988: Großes Goldenes Ehrenzeichen des Landes Steiermark für Bildende Kunst

## Zitate von und über Friedrich Aduatz
Über seine Kindheit:
„…Wir wohnten in Pola in der Via Dante Nr. 13, und wir waren die einzig deutsch sprechende Familie in diesem großen Zinshaus. Gelegentlich kamen wir mit den Buben der uns gegenüberliegenden Häuser zusammen, was für uns sehr interessant war. Unter ihnen gab es einige Zeichner, sie nannten sich bewusst ‚i disegnatori‘, hatten immer ein Skizzenbuch bei sich und fühlten sich als angehende Maler. Wir hatten auch kleine selbstgefertigte Büchlein sowie einen kombinierten Rot – und Blaustift. Damit zeichneten wir hauptsächlich Schiffe, die wir täglich sahen und die uns sehr beschäftigten.“
Über die Armut der jungen Künstler:
„Bei Leykam in der Stempfergasse, 1925, kauften Peter Richard Oberhuber und ich gemeinsam das Standardwerk von Kandinsky „Über das Geistige in der Kunst“. Der Buchhändler hatte nicht damit gerechnet, dass er dieses Buch verkaufen würde. Das waren unsere Probleme. Wir wollten wissen, was sich in der deutschen Kunstszene tat, von Frankreich hörten wir wenig und über Picasso nur skurrile Geschichten, meistens in sehr ablehnender Art.“
„Der Lebenskampf in den 1930er-Jahren war recht mühsam geworden, viele waren in finanziellen Schwierigkeiten. … Dann rumpelte meine Frau die Leinwände sauber, wobei sie sich blutige Hände holte. Dies geschah deshalb, weil ich neue Leinwand brauchte, mir diese aber nicht leisten konnte. Die Leinwand wurde neu grundiert und war für das nächste Bild bereit.“
Über die Schwierigkeiten, sich als moderner Maler zu etablieren:
„Der Widerstand gegen die Moderne war in Graz stärker geworden, es gab Bildbeschädigungen bei Ausstellungen und kritische Stellungnahmen in der Presse. Doch wir junge Künstler fühlten uns in der Rolle der Avantgarde wohl und ließen uns nicht verunsichern, obwohl es uns nicht gut ging.“
„Wir haben natürlich von der Ausstellung „Entartete Kunst“ in Deutschland gehört und haben alle unsere guten Bilder versteckt. … Es ist schon ein gewisses Angstgefühl aufgestiegen. …Das Bürgertum in Voitsberg zum Beispiel war ja der modernen Kunst gegenüber völlig ignorant. Da haben manche getan, als ob wir meschugge wären.“
Über den Wiener Hagenbund:
„Das Klima bei den Eröffnungen der Jahresausstellungen in der Zedlitzgasse war großstädtisch beeindruckend. Viele Maler aus dem In- und Ausland waren anwesend, auch Künstler anderer Sparten kamen. …In den Tagesblättern erschienen umfangreiche Berichte. Nach dem Einmarsch wurde der Hagenbund knapp nach Eröffnung der Frühjahrsausstellung aufgelöst.“
Über die Grazer Sezession:
„Unter der Leitung von Rudolf Pointner herrschte in Graz ein reges künstlerisches Leben. Die Sezession stellte in Rom, Maler aus Turin und Mailand stellten in Graz aus. Kurt Weber veranstaltete Filmtage. Es gab eine Sonderschau des damals hoch geschätzten Viktor Vasarely, es waren fruchtbare Jahre voll Aktivität des Präsidenten und der Mitglieder.“
Über den Hauptträger seiner Botschaften, die Farbe:
„Farbe ist etwas Stoffliches. Es ist das Material, aus dem die sichtbare Welt besteht. Natürlich hat Farbe nicht in allen Stilepochen die gleiche Rolle gespielt, aber keinesfalls soll sie auf die Funktion reduziert werden, allein die Oberfläche der Dinge zuzudecken.“
Wilfried Skreiner über Aduatz:
„Vorangehen kann als lebenslange Maxime des Malers und Menschen Friedrich Aduatz geortet werden. ... Ohne Attitüde, ohne Selbstinszenierung und große Posen ist er ein Stiller im Lande, dessen Stimme gehört, aber in ihrer wahren Bedeutung nicht immer erkannt wurde.“
Christa Steinle über Aduatz:
„Man würde dem Künstler Aduatz keineswegs gerecht, etikettierte man ihn als Landschaftsmaler, zu vielseitig ist seine Begabung, zu groß seine Lust am Experiment, um sich nicht den bietenden künstlerischen Herausforderungen zu stellen, jedesmal ein Wagnis, doch letztlich der einzige Weg zur Erfahrung der eigenen schöpferischen Möglichkeiten.“
Richard Rubinig über Aduatz:
„Das Werk des Malers Friedrich Aduatz zählt zu den wichtigen Leistungen der modernen Kunst in der Steiermark. Kein anderer Meister seiner Generation besaß dieselbe koloristische Mächtigkeit und Trächtigkeit. Die Farbe war immer sein Bekenntnis. Die Farbe blieb sein Schicksal bis auf den heutigen Tag.“